# Identidades de Green
En matemáticas, las identidades de Green son un conjunto de igualdades en cálculo vectorial. Nombradas así en honor del matemático George Green, el mismo que descubrió el teorema de Green.

## Primera identidad de Green
Esta identidad se deriva del teorema de la divergencia aplicado a un campo vectorial {\displaystyle \mathbf {F} =\psi \nabla \varphi }.
Si {\displaystyle \varphi } es una función continuamente diferenciable de clase C2 y {\displaystyle \psi } es otra función continuamente diferenciable, pero de clase C1 en una región U, entonces:
{\displaystyle \int _{U}\psi \Delta \varphi \,dV=\oint _{\partial U}\psi \left(\nabla \varphi \cdot n\right)\,dS-\int _{U}\left(\nabla \varphi \cdot \nabla \psi \right)\,dV,}
donde {\displaystyle \Delta =\nabla ^{2}} es el operador Laplaciano.

## Segunda identidad de Green
Si {\displaystyle \varphi } y {\displaystyle \psi } son funciones continuamente diferenciables de clase C2 las dos en U, entonces:
{\displaystyle \int _{U}\left(\psi \Delta \varphi -\varphi \Delta \psi \right)\,dV=\oint _{\partial U}\left(\psi {\frac {\partial \varphi }{\partial n}}-\varphi {\frac {\partial \psi }{\partial n}}\right)\,dS.}

## Tercera identidad de Green
La tercera identidad de Green se obtiene a partir de la segunda particularizando la función {\displaystyle \phi (y)} a:
{\displaystyle \varphi (y)={\frac {1}{|\mathbf {x} -y|}}}
En este caso, el laplaciano de {\displaystyle \phi (y)} es:
{\displaystyle \Delta \varphi (y)=-4\pi \delta \left(\mathbf {x} -y\right)}
La tercera identidad de Green dice entonces que, si {\displaystyle \psi } es una función continuamente diferenciable de clase C2 en U, entonces:
{\displaystyle \oint _{\partial U}\left[{\frac {1}{|\mathbf {x} -y|}}{\frac {\partial }{\partial n}}\psi (\mathbf {y} )-\psi (\mathbf {y} ){\frac {\partial }{\partial n_{\mathbf {y} }}}{\frac {1}{|\mathbf {x} -y|}}\right]\,dS_{\mathbf {y} }-\int _{U}\left[{\frac {1}{|\mathbf {x} -y|}}\Delta \psi (\mathbf {y} )\right]\,dV_{\mathbf {y} }=k.}
Donde:
{\displaystyle k=4\pi \psi (x)} si {\displaystyle x\in Int(U)},
{\displaystyle k=2\pi \psi (x)} si {\displaystyle x\in \partial U} y tiene un plano tangente a {\displaystyle x}
{\displaystyle k=0} en el resto de casos.